# Futoku no Girudo
Аморальна гільдія (яп. 不徳のギルド, Futoku no Girudo, англ. Guild of Depravity) — японська манґа, що написана та ілюстрована Таічі Кавадзоє. Вона випускалася Square Enix в журналі Monthly Shōnen Gangan з червня 2017, її розділи зібрані в одинадцять танкобон томів станом на квітень 2023 року. Адаптація аніме-телесеріалу від TNK транслювалася з жовтня по грудень 2022 року.

## Персонажі
Кікуру Мадан (яп. キクル・マダン)
Сейю: Кацумі Фукухара
Хітаму Кіан (яп. ヒタム・キャン)
Сейю: Карін Ісобе
Мейдена Анже (яп. メイデナ・アンジェ)
Сейю: Аяно Шибуя
Токішіко Дана (яп. トキシッコ・ダナー)
Сейю: Йо Тайчі
Ханабата Нокінс (яп. ハナバタ・ノーキンス)
Сейю: Юна Камакура
Нома Рун (яп. ノマ・ルーン)
Сейю: Сахо Ширасу
Еноме (яп. エノメ)
Сейю: Румі Окубо
Ешуне (яп. エシュネ)
Сейю: Юю Шодзі

## Медіа

### Манґа
12 червня 2017 року манґа Аморальна гільдія, написана та проілюстрована Таїчі Кавадзое, розпачала випускатися в журналі Gangan Comics від Square Enix. Станом на вересень 2022 було випущено десять танкобон томів. Square Enix публікує серію в цифровому вигляді англійською мовою в глобальній версії Manga UP! обслуговування.

#### Список томів
| №  | Дата виходу (Японія) | ISBN (Японія)          |
| -- | -------------------- | ---------------------- |
| 1  | 22 березня 2018      | ISBN 978-4-75-755623-2 |
| 2  | 21 липня 2018        | ISBN 978-4-75-755781-9 |
| 3  | 22 лютого 2019       | ISBN 978-4-75-756008-6 |
| 4  | 9 серпня 2019        | ISBN 978-4-75-756234-9 |
| 5  | 12 лютого 2020       | ISBN 978-4-75-756497-8 |
| 6  | 11 серпня 2020       | ISBN 978-4-75-756795-5 |
| 7  | 12 лютого 2021       | ISBN 978-4-75-757088-7 |
| 8  | 11 серпня 2021       | ISBN 978-4-75-757419-9 |
| 9  | 11 березня 2022      | ISBN 978-4-75-757806-7 |
| 10 | 12 вересня 2022      | ISBN 978-4-75-758132-6 |
| 11 | 10 березня 2023      | ISBN 978-4-75-758464-8 |

### Аніме
11 березня 2022 року було оголошено про адаптацію аніме-телесеріалу. Серіал був спродюсований  TNK, режисером став Такуя Асаока, сценарій написав Кадзуюкі Фудеясу, дизайном персонажів займався Хіраку Канеко, а музику написав Рьо Ширасава. Він транслювався з 5 жовтня по 21 грудня 2022 року на AT-X та інших мережах. Опенінгом є пісня «Never the Fever!!» (автор — Саяка Сасакі), а ендингом є «Sugar Sugar Spice» (シュガー・シュガー・スパイス, Shugā Shugā Supaisu) Мінамі Курібаясі.

#### Список епізодів
| №  | Назва                                                                                               | Оригінальна дата виходу |
| -- | --------------------------------------------------------------------------------------------------- | ----------------------- |
| 1  | «Hitamuki ni Ganbarimasu!/Shōjo no Shiranai Sekai» (яп.: ひたむきに頑張ります！/少女の知らない世界) | 5 жовтня 2022 р.        |
| 2  | «Seiten no Hekireki/Hinshi no Kariudo» (яп.: 晴天の霹靂/瀕死の狩人)                                 | 12 жовтня 2022 р.       |
| 3  | «Min'na de Asobou/Anata ga Hajimetedesu» (яп.: みんなで遊ぼう/あなたが初めてです)                   | 19 жовтня 2022 р.       |
| 4  | «Dokutā Mādā/Shiro to Kuro» (яп.: ドクター・マーダー/白と黒)                                        | 26 жовтня 2022 р.       |
| 5  | «Kyouka no Himitsu/Nikunoutage» (яп.: キョウカのヒミツ/肉の宴)                                      | 2 листопада 2022 р.     |
| 6  | «Mēdē/Atarashī Kazoku» (яп.: メーデー/新しい家族)                                                   | 9 листопада 2022 р      |
| 7  | «Murigē/Mintoaisu» (яп.: ムリゲー/ミントアイス)                                                     | 16 листопада 2022 р     |
| 8  | «Kanzen Nenshō/Arigatō» (яп.: 完全燃焼/ありがとう)                                                  | 23 листопада 2022 р     |
| 9  | «Kin no Tamago/Yawarakai Mono» (яп.: 金のタマゴ/やわらかいもの)                                     | 30 листопада 2022 р     |
| 10 | «Yureru Omoi/Idaina Chichi» (яп.: 揺れる思い/偉大な父)                                              | 7 грудня 2022 р.        |
| 11 | «Shiwayose wa Hashitte Kuru/Nyūwārudo» (яп.: しわ寄せは走ってくる/ニューワールド)                   | 14 грудня 2022 р.       |
| 12 | «Kyō wa Kaeritakunai/Nazotoki Ritoru» (яп.: 今日は帰りたくない/謎解きリトル)                        | 21 грудня 2022 р.       |